# Washington Open 2009
Il Washington Open, noto come Legg Mason Tennis Classic per motivi di sponsorizzazione, 2009 è stato un torneo di tennis giocato sul cemento. È stata la 41ª edizione del Washington Open e faceva parte della categoria ATP World Tour 500 series nell'ambito dell'ATP World Tour 2009.
È stato il 3° evento maschile delle US Open Series 2009. 
Si è giocato al William H.G. FitzGerald Tennis Center di Washington negli Stati Uniti, dall'1 al 9 agosto 2009.

## Partecipanti

### Teste di serie
| Giocatore             | Nazionalità | Ranking* | Testa di serie |
| --------------------- | ----------- | -------- | -------------- |
| Andy Roddick          | Stati Uniti | 5        | 1              |
| Juan Martín del Potro | Argentina   | 6        | 2              |
| Jo-Wilfried Tsonga    | Francia     | 7        | 3              |
| Fernando González     | Cile        | 11       | 4              |
| Robin Söderling       | Svezia      | 12       | 5              |
| Marin Čilić           | Croazia     | 15       | 6              |
| Tommy Robredo         | Spagna      | 16       | 7              |
| Tomáš Berdych         | Rep. Ceca   | 19       | 8              |
| Mardy Fish            | Stati Uniti | 21       | 9              |
| Tommy Haas            | Germania    | 22       | 10             |
| Ivo Karlović          | Croazia     | 25       | 11             |
| Viktor Troicki        | Serbia      | 26       | 12             |
| Igor' Kunicyn         | Russia      | 27       | 13             |
| Dmitrij Tursunov      | Russia      | 29       | 14             |
| Dudi Sela             | Israele     | 30       | 15             |
| Sam Querrey           | Stati Uniti | 32       | 16             |

- Ranking al 27 luglio 2009.

### Altri partecipanti
Giocatori che hanno ricevuto una Wild card:
- Jerzy Janowicz
- Donald Young
- Michael Russell

Giocatori passati dalle qualificazioni:

- Somdev Devvarman
- Alejandro Falla
- Santiago Giraldo
- Yūichi Sugita
- Jesse Witten
- Sébastien de Chaunac

Giocatori lucky loser:
- Nicolás Lapentti

## Campioni

### Singolare
Juan Martín del Potro ha battuto in finale  Andy Roddick con il punteggio di 3–6, 7–5, 7–6(6)

## Doppio
Martin Damm /  Robert Lindstedt hanno battuto in finale 
 Mariusz Fyrstenberg /  Marcin Matkowski con il punteggio di 7–5, 7–6(3).